# Nimereuca, Soroca
Nimereuca este satul de reședință al comunei cu același nume  din raionul Soroca, Republica Moldova.

## Istorie
Localitatea a fost atestată documentar la 24 martie 1624:
„Din mila lui Dumnezeu, Io Radul Mihnea voievod, domn al Țării Moldova. Facem cunoscut cu aceasta carte a noastră tuturor celor care o vor vedea sau o vor auzi citindu-se, iată dăm și întărim credinciosului și cinstitului nostru boier, panului Miron Barnovschi, hatman și pârcălab de Suceava, patru sate, anume, Verbova și Verejani și Zalucenii și Nemirovul, ce sunt in ținutul Sorocii, din privilegii de danie și miluire și vi slujenie de la Ștefan Toma voievod, pentru ca acele sate mai înainte i-au fost lui drepte dedine si le-a luat de la dânsul Balica hatmanul cu sila, iar apoi le-a pierdut prin viclenie, când s-a ridicat împreună cu Constantin voievod și cu multa armată leșească și cazaci, și au venit în țara domniei mele și împotriva sceptrului cinstitului împărat ți mare război au făcut cu Ștefan voievod, pe râul Jijia, și atotmilostivul Dumnezeu i-a dat sub sabie.

...

Iar pentru mai mare putere și întărire a tuturor celor mai sus scrise, am poruncit credinciosului și cinstitului nostru boier panului Dumitru Ștefan mare logofăt să scrie și pecetea noastră să o lege la aceasta adevărată carte a noastră.
A scris, la Iași, Dumitru pisarul în anul 7132 <1624> martie 24.”

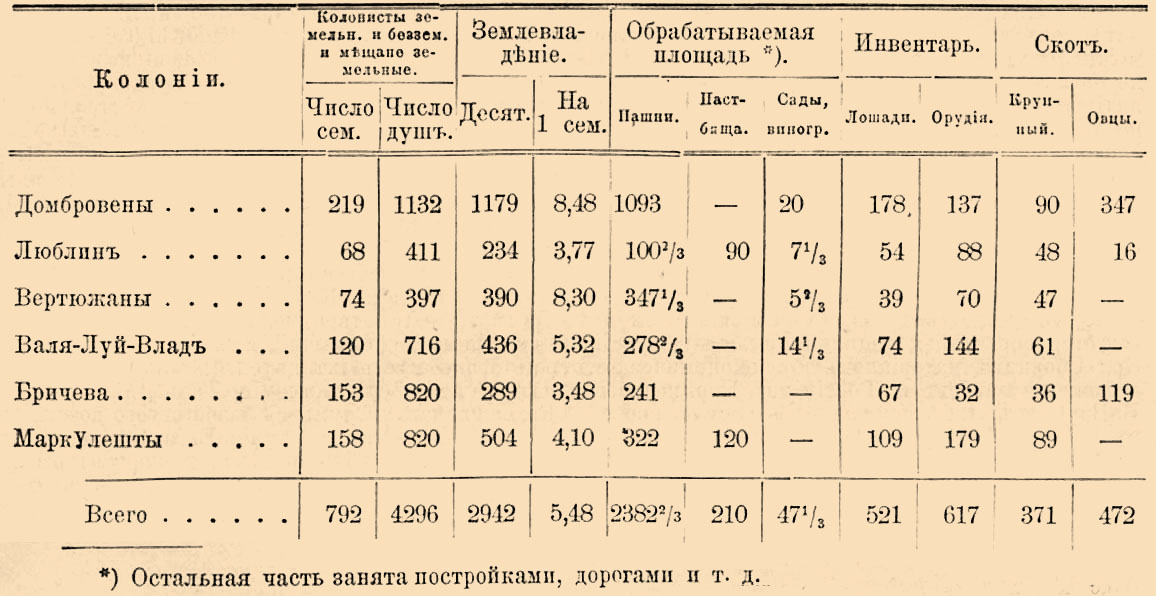
Ilustrație din Enciclopedia evreiască a lui Brockhaus și Efron (1906-1913), cu date generale privind populația, proprietatea, terenul cultivat, precum și condițiile economice a coloniilor evreiești din Basarabia. (Colonia „Lublin” e doua în listă)

În anul 1842 aici, pe o suprafață de 528 de ari, a fost întemeiată colonia agricolă evreiască „Lublin”, în 1856 aici locuia 45 de familii, iar în 1866 – 75 familii de evrei.
La 1 ianuarie 2006, în sat locuiau 2.475 de oameni, dintre care 2.450 moldoveni, 15 ucraineni și 8 ruși.